# Campo di concentramento di Mißler
Il campo di concentramento di Mißler (in tedesco KZ Mißler) fu uno tra i primi campi di concentramento nazisti in Germania, attivo dal marzo 1933 all'agosto dello stesso anno a Findorff, un quartiere di Brema che appartiene al circondario di Brema Ovest nell'omonimo Stato federato in Germania.

## Storia

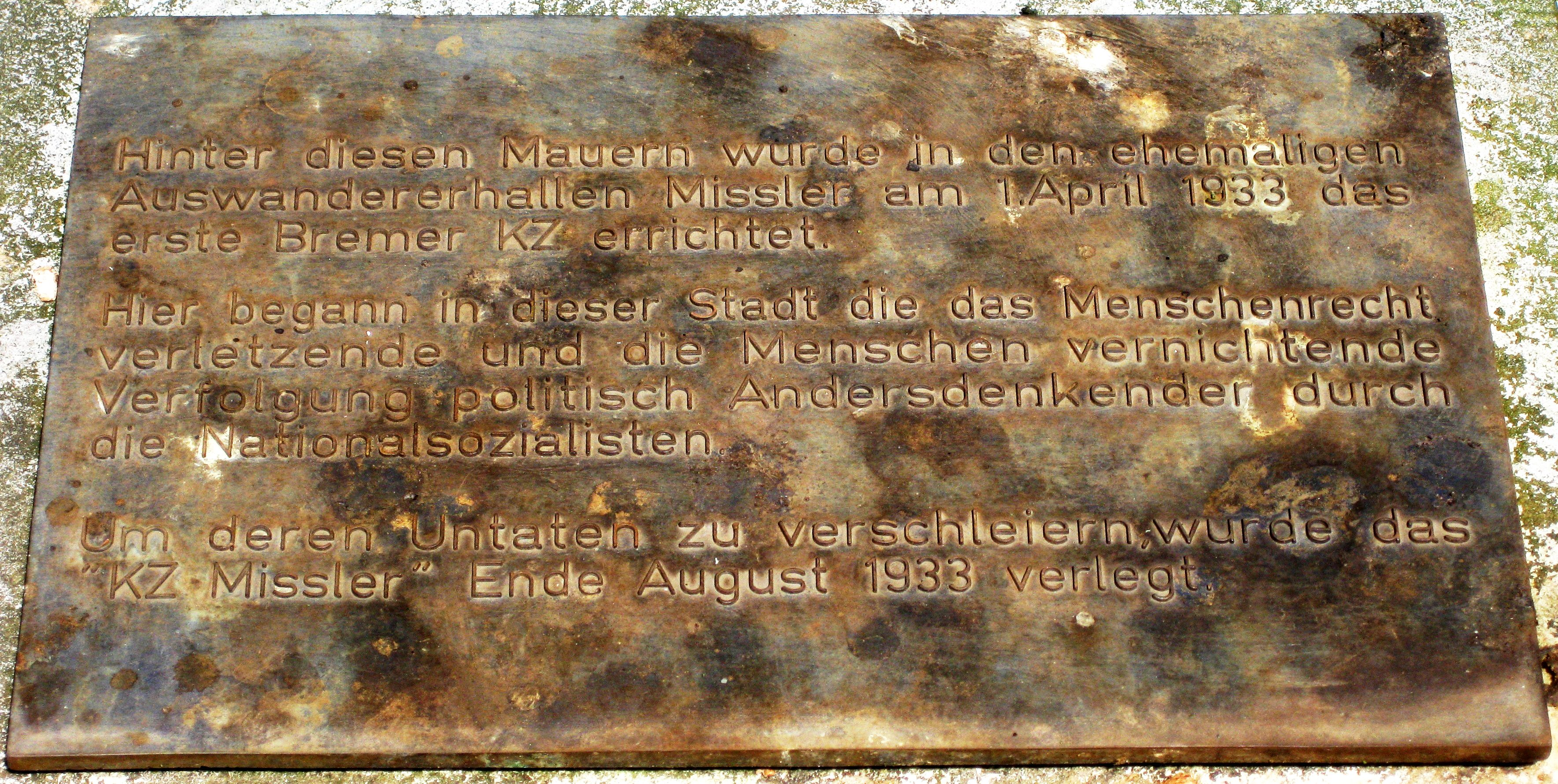
Targa commemorativa in Walsroder Straße a Brema

Il campo di concentramento di Mißler venne istituito nel quartiere di Findorff a Brema. Questo campo fu uno dei campi di concentramento iniziali tedeschi durante il periodo nazista nel Reich. Storicamente la cosiddetta custodia protettiva (terminologia utilizzata per descrivere questo tipo di segregazione) fu uno strumento utilizzato dai nazionalsocialisti per imprigionare arbitrariamente gli oppositori politici nei primi tempi sulla base giuridica di un decreto successivo all'incendio del Reichstag del 27 febbraio 1933. Questo campo venne istituito su iniziativa del politico tedesco e senatore per l'Interno, la Giustizia e la Salute dal 1933 al 1937 a Brema durante il periodo nazionalsocialista Theodor Laue.
Per la sua sede vennero scelti i locali dell'agenzia di emigrazione del commerciante di Brema Friedrich Mißler. All'inizio, sotto la direzione di Otto Löblich, vi furono rinchiusi sotto custodia protettiva 148 prigionieri, per lo più comunisti. In seguito il numero dei prigionieri arrivò ad un totale di 300 persone. L'11 luglio 1933 la popolazione di Findorf ottenne di poter chiudere il campo di Mißler che però rimase attivo ancora per oltre un mese. Il trasferimento dei prigionieri venne registrato ufficialmente solo nel settembre del 1933. Dal 1983 è stata posta una targa commemorativa del campo con una citazione di Kurt Tucholsky.

## Descrizione
Il campo di concentramento di Mißler si trovava in un quartiere di Brema, in un edificio che in seguito è stato demolito. Sul sito sono presenti solo due targhe che commemorano l'ex campo di concentramento, poste dove si trovavano le sale per gli emigranti, demolite nel 1986.